# Jüdische Gemeinde Alexandria
Dieser Artikel wurde in der Qualitätssicherung Religion eingetragen. Hilf mit, die inhaltlichen Mängel dieses Artikels zu beseitigen, und beteilige dich an der Diskussion.

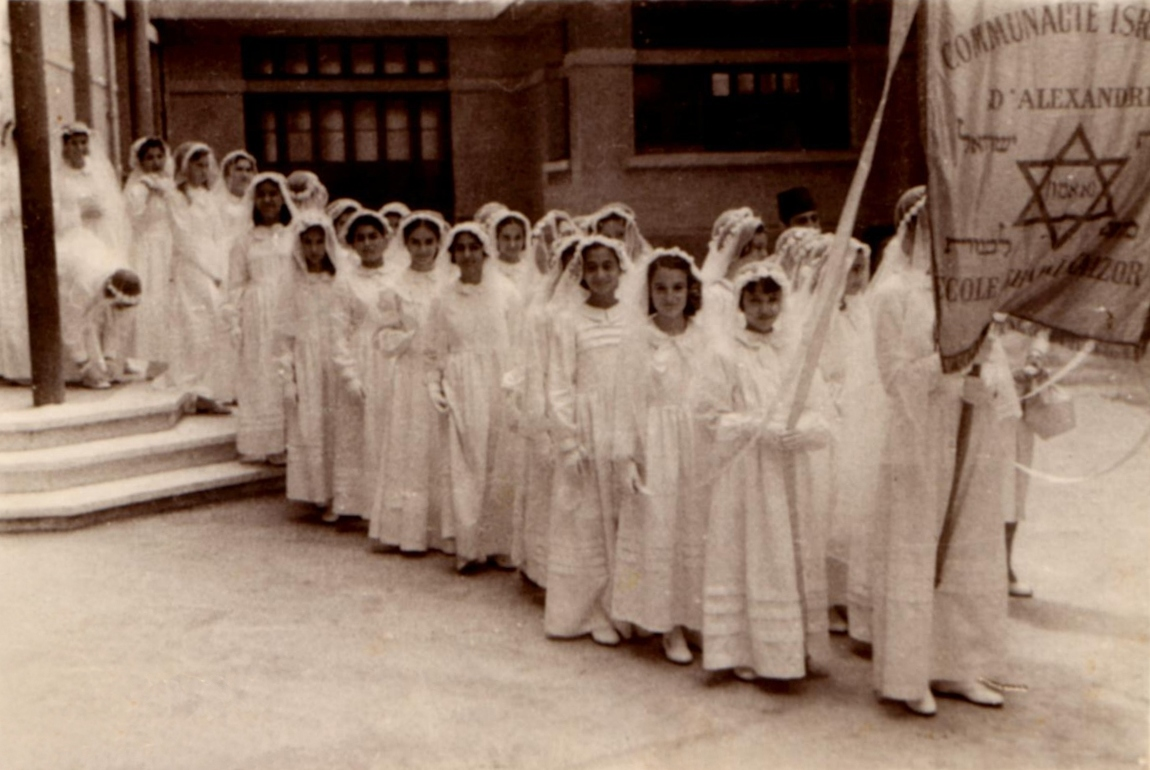
Jüdische Gemeinde Alexandria, jüd. Mädchen bei der Bat Mizwa.

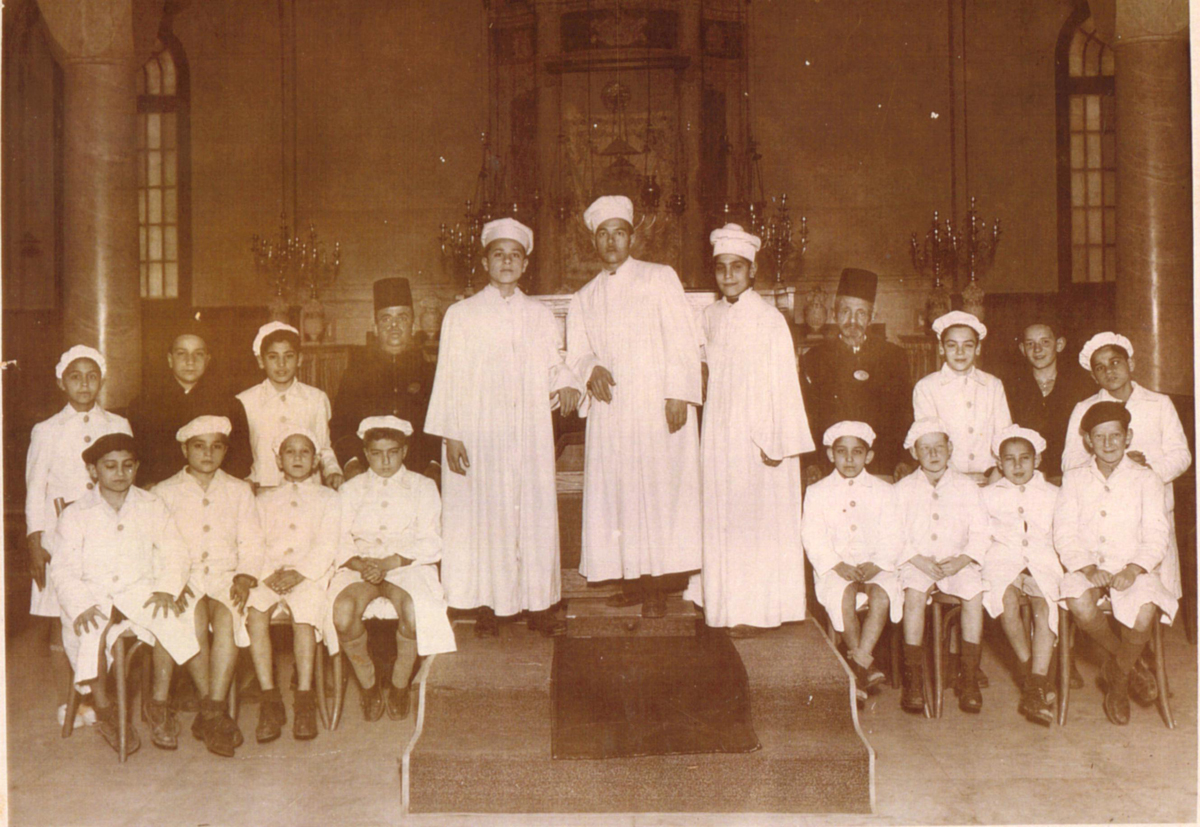
Chor des Rabbiners Moshe Cohen in der Samuel Menashe Synagoge Alexandria.

Die Jüdische Gemeinde Alexandria bestand bereits seit der Antike. Im Rahmen der Pogrome von Kairo, der Sueskrise und während des Sechstagekriegs wurde diese Gemeinde zerstört.

## Geschichte

### Antike

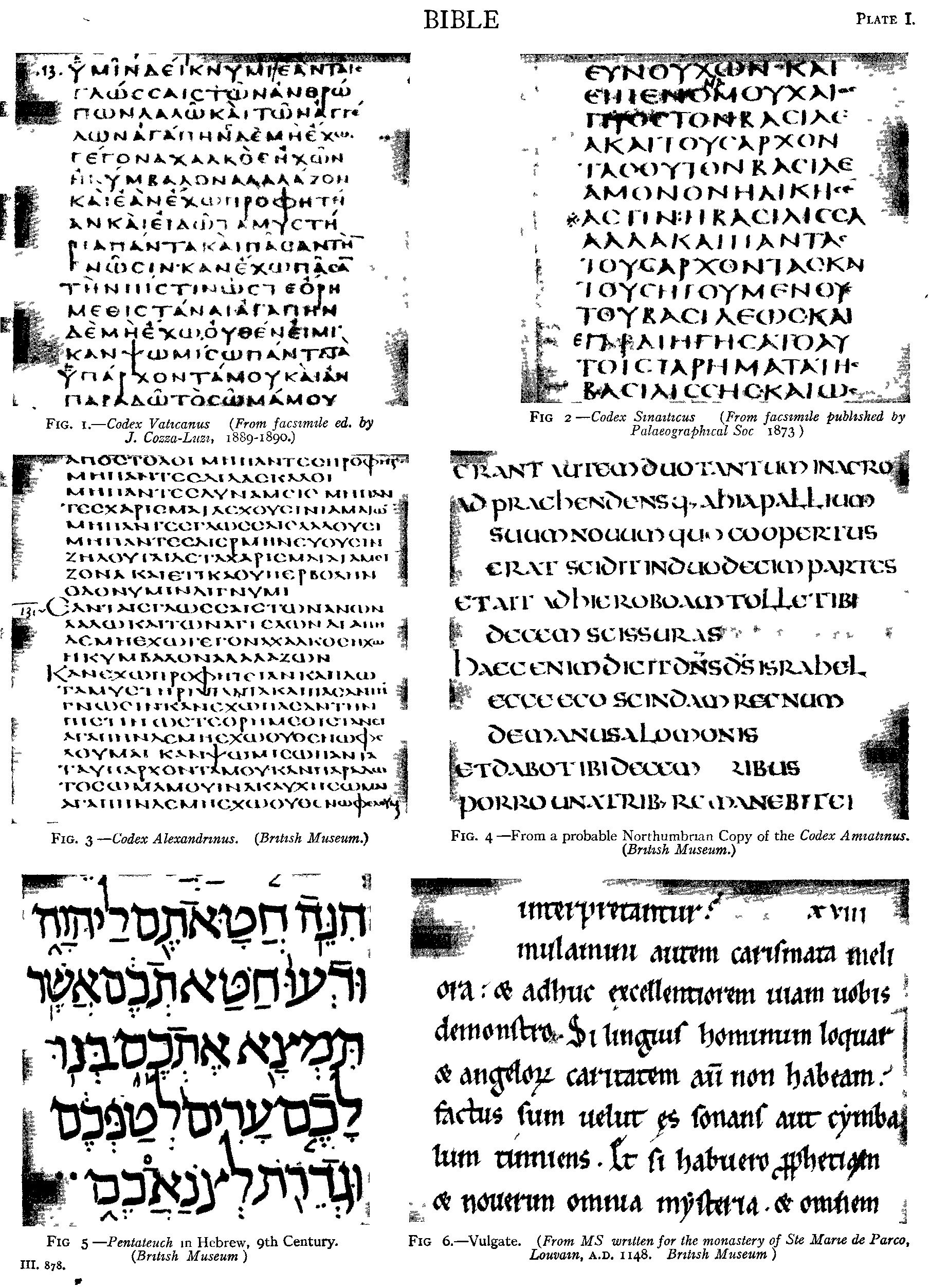
Abbildung mehrerer Textzeugen der Bibel: Masoretischer Text, Septuaginta nach Codex Vaticanus, Codex Sinaiticus und Codex Alexandrinus, lateinische Übersetzungen nach einer Kopie des Codex Aminiatinus und einer Vulgata-Handschrift

Flavius Josephus erwähnt die Ansiedlung von Juden in Ägypten unter Ptolemaios Soter, die in Alexandria dieselben Privilegien wie die Makedonen genossen. Laut Avigdor Tcherikover und dem Jüdischen Weltkongress siedelten die ersten Juden sich im dritten Jahrhundert v. d. Z. an. In der Zeit des Ptolemaios Philadelphos soll in Alexandria auch die Tora ins Griechische übersetzt worden sein. Die meisten alexandrinischen Juden waren Handwerker, unter ihnen befanden sich jedoch auch Geldverleiher, Händler und Alabarchen. In ptolemaiischer Zeit waren die Beziehungen zwischen den Juden und der Beziehungen im Allgemeinen gut. In den Jahren 145 und 88 v. d. Z. gab es Auseinandersetzungen mit vermutlich politischem Hintergrund. Zahlreiche Juden erhielten das Bürgerrecht.

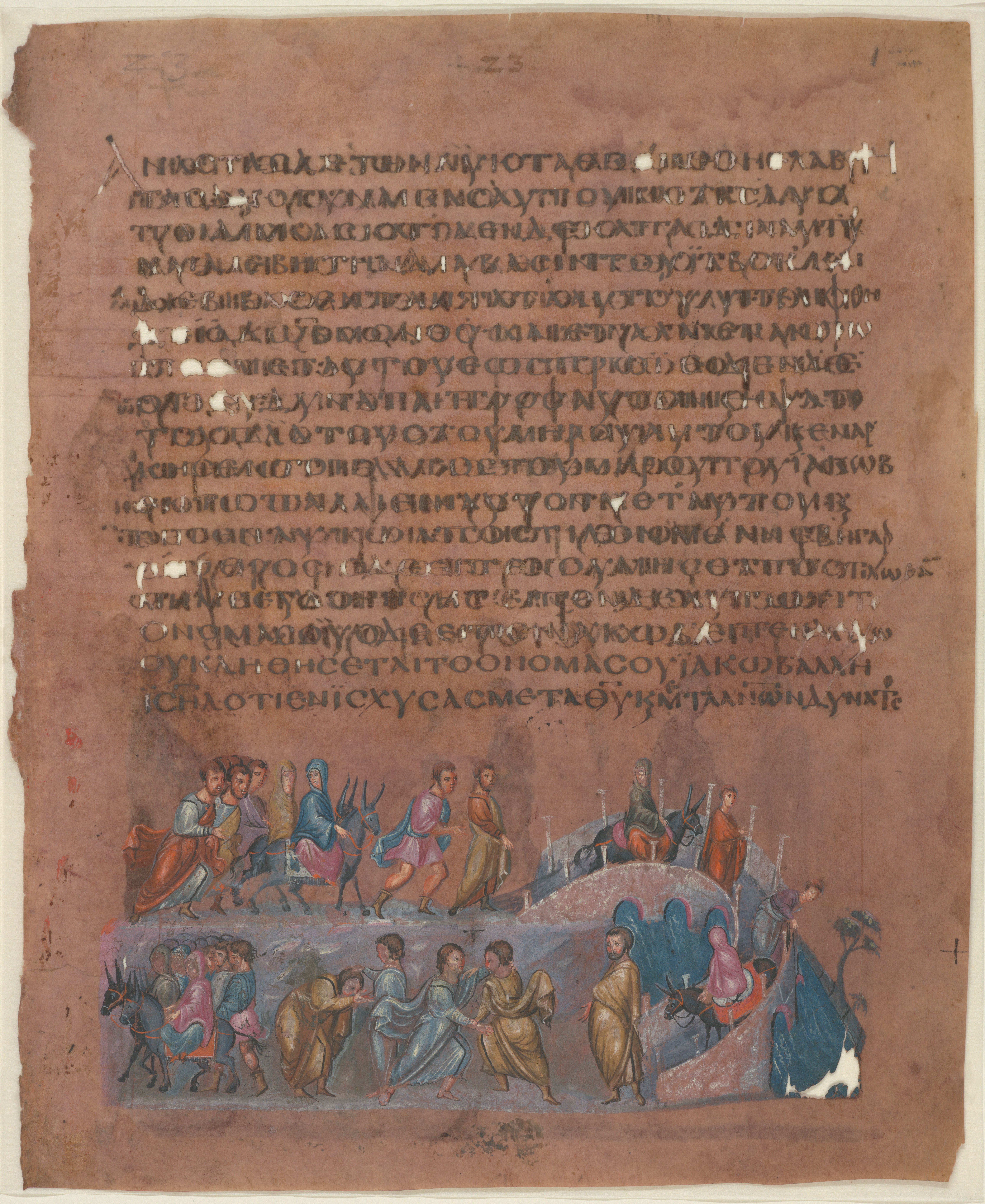
Die Illustration von Folium 12v der Wiener Genesis zeigt die Geschichte von Jakob

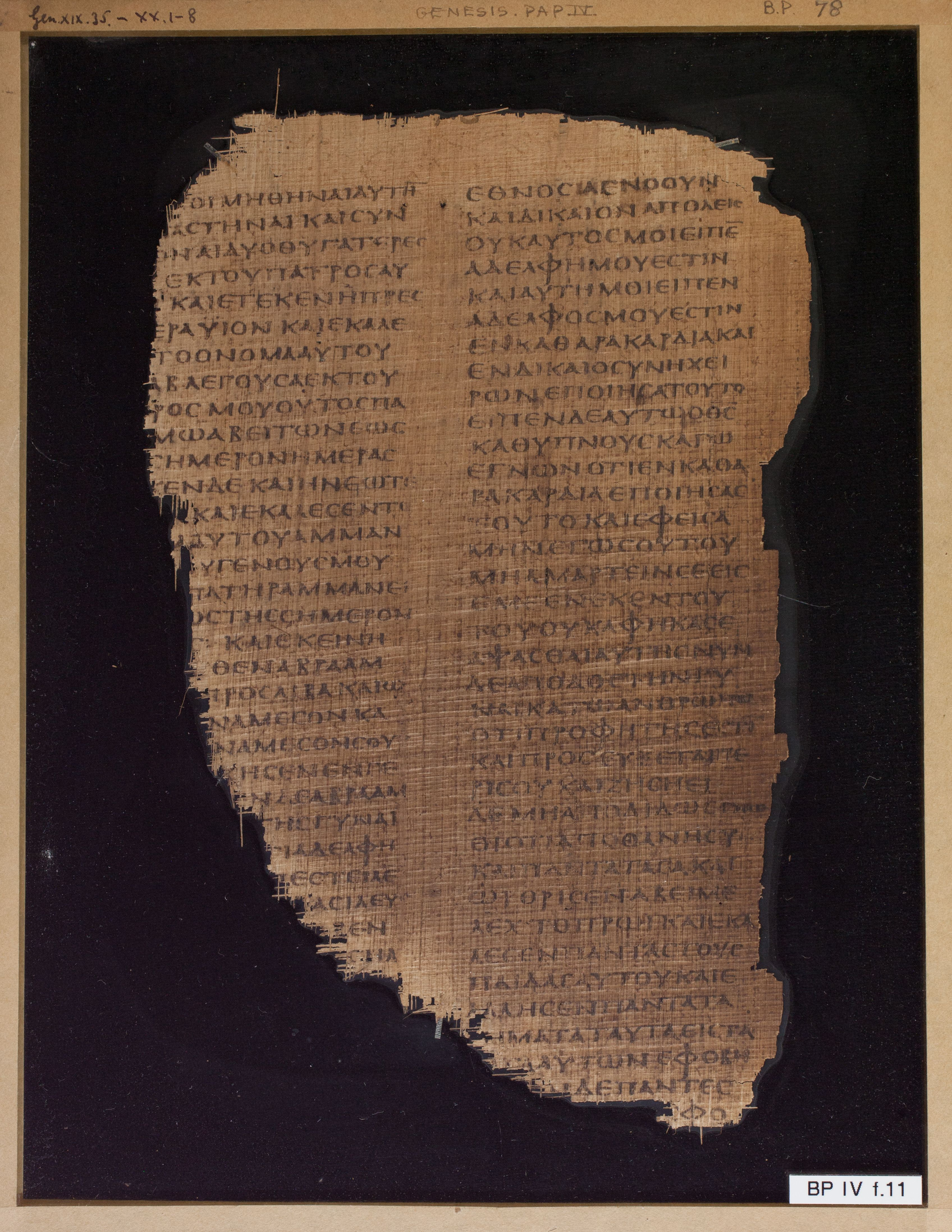
Folio 11 des Papyrus Chester Beatty IV: 1. Buch Mose 19.35-20.8; 20.9-21.2

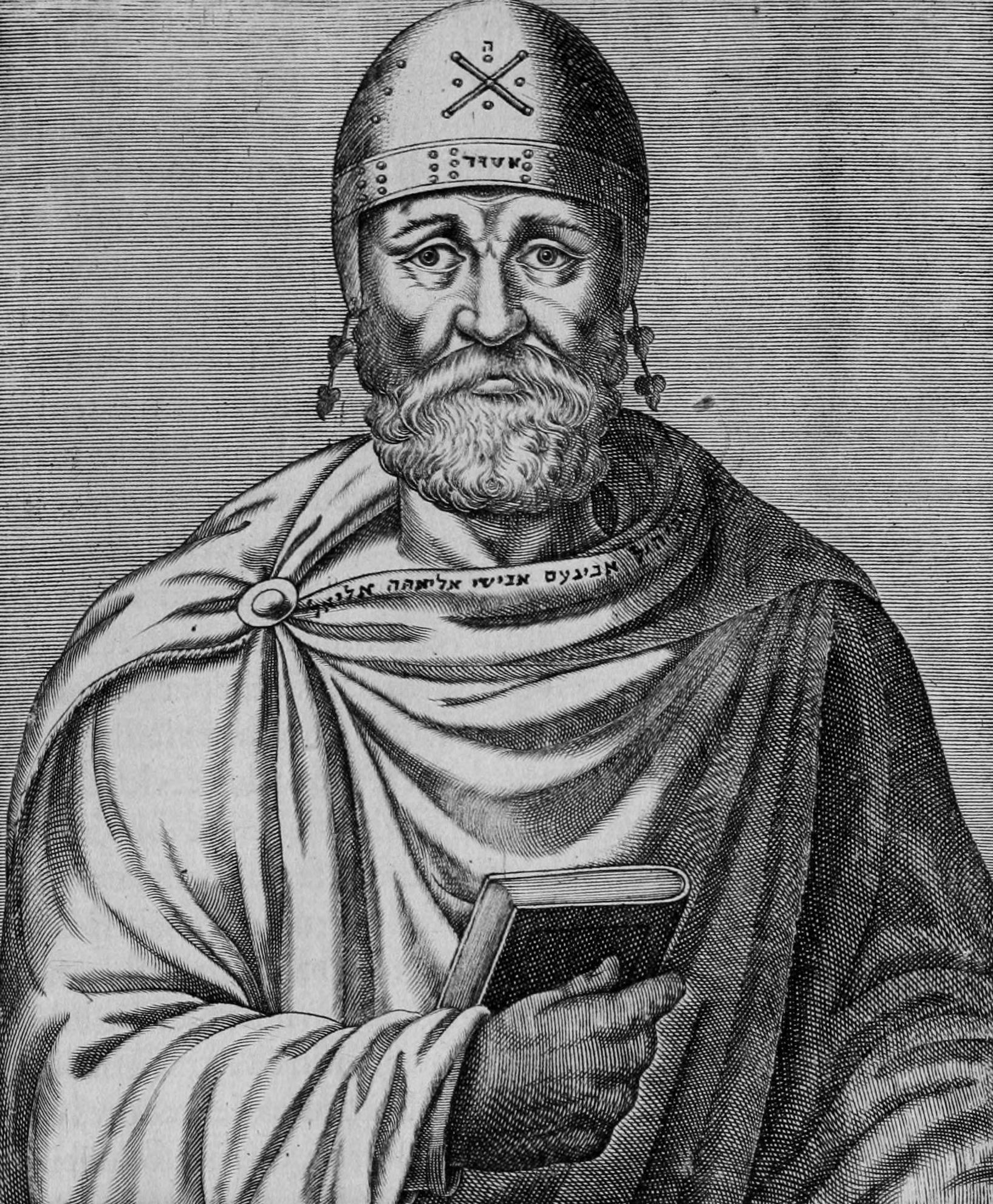
André Thevet: Phantasieporträt Philons von Alexandria, 1584

Die griechischsprachigen Juden Alexandrias waren mit den Werken der alten griechischen Dichter und Philosophen vertraut und schufen eine eigene Variante der hellenistischen Kultur. Auch das Judentum bekam bei ihnen eine eigene Interpretation: Alexandrinische jüdische Philosophen betonten die universellen Aspekte des jüdischen Gesetzes und der Propheten, schwächten den nationalen Charakter der jüdischen Religion ab und versuchten, rationale Erklärungen für religiöse Praktiken zu geben. Grundlage der jüdisch-hellenistischen Literatur war die Septuaginta, die griechische Übersetzung der Bibel. Der größte und letzte Vertreter dieser Strömung war Philon von Alexandria.
Anfangs wohnten die Juden im östlichen Teil Alexandrias, in römischer Zeit in zwei der fünf Stadtteile. Synagogen gab es zu jener Zeit in jedem Teil der Stadt. Zu Beginn der römischen Ära verschlechterte sich die Situation der Juden allerdings. Rom unterschied zwischen Griechen (Städtern mit vollem Bürgerrecht) und Ägyptern (Subjekten, die zur Zahlung einer Kopfsteuer verpflichtet waren). Juden bemühten sich entsprechend um das Bürgerrecht; Alexandriner widersetzten sich vehement der Aufnahme von Juden in die Ränge der Bürgerschaft (siehe antike Judenfeindschaft). Im Jahr 38 n. d. Z., während der Herrschaft Caligulas, kam es zu schweren Ausschreitungen gegen die Juden, die durch die Haltung des Praefectus Aegypti Aulus Avillius Flaccus ermöglicht wurden. Zahlreiche Juden wurden ermordet oder öffentlich gegeißelt, Synagogen entweiht und geschlossen und alle Juden in einen Stadtteil gedrängt.
Nach Caligulas Tod bewaffneten die Juden sich und fielen über die Griechen her, nachdem sie Unterstützung ihrer Glaubensgenossen in Ägypten und Eretz Israel erhalten hatten. Der Aufstand wurde von den Römern unterdrückt. Kaiser Claudius gab die religiösen und nationalen Rechte der alexandrinischen Juden, die sie zu Zeiten des Aufstands verloren hatten, wieder, verwehrte ihnen jedoch Ansprüche auf Erweiterungen ihrer Bürgerrechte. Beeinflusst vom Ausbruch des Kriegs gegen die Römer in Eretz Israel, rebellierten die Juden in Alexandria im Jahr 66 gegen Rom. Der Aufstand wurde von Tiberius Julius Alexander niedergeschlagen, 50,000 Juden wurden getötet.
Während er jüdischen Aufstände im Römischen Reich 115–117 litten die Juden Alexandrias erneut, die große Synagoge ging in Flammen auf. Als Folge dieser Aufstände verschlechterte die wirtschaftliche Situation der Gemeinde sich und ihr Personenbestand verringerte sich.
Zur Zeit des Zweiten Tempels wurden die alexandrinischen Juden in Jerusalem von einer großen Gemeinde vertreten, die eine eigene Synagoge hatte. Diese wird im Neuen Testament und im rabbinischen Schrifttum erwähnt. Das Nikanor-Tor des Tempels wurde nach einem alexandrinischen Juden, der es aus Alexandria importierte, benannt. Die rabbinische Literatur beschreibt mehrere Wunder im Zusammenhang mit ihm und dem Tor. Sein Familiengrab mit einer ihm gewidmeten Inschrift wurde 1902 entdeckt.

### Byzantinische Ära
Zu Beginn der byzantinischen Ära war die jüdische Bevölkerung wieder gewachsen, litt jedoch unter Verfolgungen durch die Kirche. Im Jahr 414, in der Zeit des Patriarchen von Alexandria Kyrill von Alexandria, wurden die Juden aus der Stadt verbannt. Als Alexandria von den Muslimen erobert wurde, hatte die Stadt wieder eine beachtliche jüdische Bevölkerung. Arabische Quellen geben für die Zeit der Eroberung im Jahre 642 ungefähr 400.000 Juden an, 70.000 hätten die Stadt während der Belagerung verlassen. Diese Zahlen gelten als stark übertrieben, deuten aber auf eine große jüdische Gemeinde im siebten Jahrhundert hin.

### Arabische Periode
Unter den Kalifen nahm die Gemeinde sowohl demographisch als auch kulturell ab. J. Mann schließt aus einem Geniza-Dokument aus dem 11. Jahrhundert, dass es 300 jüdische Familien in Alexandria gegeben habe, was Eliyahu Ashtor allerdings als unwahrscheinlich ansieht. Ebenso bezweifelt Ashtor den Bericht Benjamins von Tudela, der die Stadt um 1170/1171 besuchte und eine dem zufolge 3.000 Juden dort gelebt haben sollen Schätzungen aus Benjamins Angaben bezüglich der jüdischen Bevölkerung Ägyptens zu dieser Zeit belaufen sich auf 12.000 bis 20.000 Personen.
Im Mittelalter bestanden enge Beziehungen zu den Gemeinden in Kairo und anderen ägyptischen Städten. Oftmals baten die Alexandriner diese wegen des Freikaufs von Juden, die von Piraten entführt wurden, um Hilfe; ein Brief von 1028 belegt diese Situation und preist Nethanel b. Eleazar ha-Kohen für seine Hilfe beim Bau einer Synagoge, die vermutlich zuvor im Zuge der Verfolgungen unter dem fatimidischen Kalifen al-Ḥākim zerstört worden war. Diverse mittelalterliche Quellen erwähnen zwei Synagogen in Alexandria, von denen die genannte die größere war. 1354 wurde eine weitere Synagoge gebaut, nach deren Zerstörung 1798 die heutige Eliyahu-Hanavi-Synagoge errichtet wurde. Die alexandrinischen Juden waren im internationalen Handel tätig, einige hielten auch Regierungsposten.
Alexandria hatte eine gut organisierte jüdische Gemeinde. In mehreren Dokumenten der Kairoer Geniza wird Mauhub ha-Ḥazzan b. Aaron ha-Ḥazzan, ein Dayyan der Gemeinde um 1070–80, erwähnt. Im mittleren 12. Jahrhundert war Aaron He-Ḥaver Ben Yeshuʿah Alamani, Arzt und Verfasser von Piyyutim, das spirituelle Oberhaupt der alexandrinischen Juden. Zeitgenossen des jüdischen Philosophen Maimonides, der um 1168 nach al-Fustat zog und 1171 Nagid von Fustat wurde, waren die Dayyanim Phinehas b. Meshullam, ursprünglich aus Byzanz, und Anatoli b. Joseph aus Südfrankreich, ein Zeitgenosse von Maimonides’ Sohn Abraham ben Moses ben Maimon war der aus Frankreich eingewanderte Dayyan Joseph b. Gershom.

### Die Gemeinde unter den Mamluken und Osmanen
Unter den Mamluken schrumpfte sowohl die jüdische als auch die allgemeine Bevölkerung. Spätmittelalter fand im Jahr 1481 60 jüdische Familien vor und berichtete, dass die alten Männer sich an die Zeit, als die Gemeinde aus 4.000 Juden bestand, erinnerten. Auch diese Zahl sieht Ashtor als übertrieben, aber als aussagekräftig für den Rückgang der Gemeinde im späten Mittelalter an.

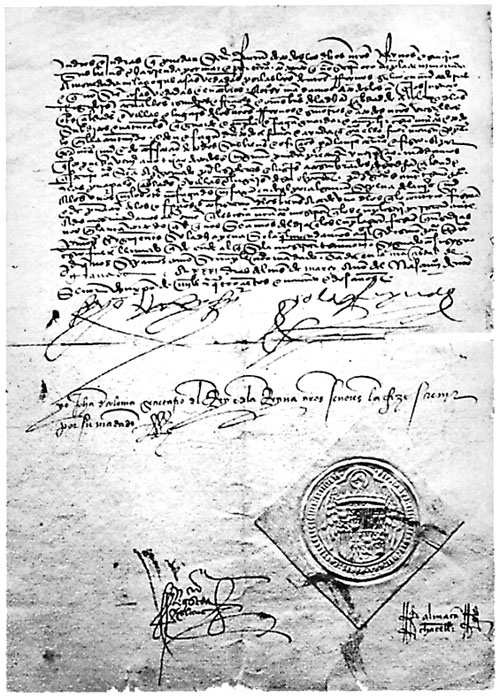
Unterschriften Ferdinands II. von Aragón und Isabellas I. von Kastilien (yo el Rey, yo la Reyna), des königlichen Sekretärs Juan de Coloma und Siegel unter der kastilischen Version des Alhambra-Edikts

Im Jahr 1488 fand Obadja Bertinoro in Alexandria 25 jüdische Familien vor. Viele spanische Exilanten siedelten sich im 14. und 15. Jahrhundert dort an. Als Folge des Alhambra-Edikts von 1492 wanderten Sephardim aus Spanien nach Ägypten ein.
Joseph ben Isaac Sambari erwähnt an bedeutenden Gelehrten des 16. Jahrhunderts Moses b. Sason, Joseph Sagish und Baruch b. Ḥabib. Infolge der Pestepidemie 1602 verließen die meisten Juden die Stadt und kehrten nicht zurück.
Aufgrund von Verfolgungen durch Kosaken 1648/49 kamen jüdische Flüchtlinge aus der Ukraine nach Alexandria. Der Rabbiner der Stadt in den 1660ern, Joshua von Mantua, war ein Anhänger des messianischen Anwärters Schabbtai Zvi.
1700 zogen jüdische Fischer aus Raschid nach Alexandria und formierten ein jüdisches Viertel in Küstennähe. Ihnen schlossen sich in der zweiten Hälfte des 18. Jahrhunderts weitere Gruppen von Fischern aus Rosetta, Dimyat und Kairo an. Dieses Viertel wurde durch ein Erdbeben zerstört.
Am Ende des 18. Jahrhunderts war die Gemeinde sehr klein und litt während Napoleons Ägyptenfeldzugs stark. Napoleon Bonaparte erlegte den Juden hohe Bußgelder auf und ließ die mit dem Propheten Elija assoziierte Synagoge zerstören.
In der ersten Hälfte des 19. Jahrhunderts kam es unter der Herrschaft von Muhammad Ali Pascha zu einer neuen Ära der Prosperität. Die Entwicklung des Handels brachte den Juden wie auch den nichtjüdischen alexandrinischen Händlern großen Wohlstand. Die Gemeinde wurde neu organisiert und errichtete Schulen, Krankenhäuser und diverse Vereinigungen.
Mitte des 19. Jahrhunderts immigrierten sephardische Juden aus dem Osmanischen Reich und aus Italien. Alexandria galt damals als „wirtschaftlich verheißungsvolles Ziel für Kaufleute und Händler aus ganz Europa“. Durch italienische Einwanderer, insbesondere aus Livorno, wurde die Oberschicht der Gemeinde teilweise italienisch geprägt. Zu den bedeutenden Rabbinern aus Italien zählen Raphael della Pergola, zuvor aus Gorizia, David Prato, M. Ventura und Aharon Angel.
Der erste hebräische Verlag aus Alexandria wurde 1862 von Solomon Ottolenghi aus Livorno gegründet und brachte in seinem ersten Jahr drei Bücher heraus. 1865 brachte der alexandrinische Oberrabbiner Nathan Amram zwei Drucker aus Jerusalem, Michael Cohen und Joel Moses Salomon, um seine eigenen Werke zu drucken. Diese produzierten jedoch nur zwei Bücher und kehrten nach Jerusalem zurück, als das zweite nur zur Hälfte fertiggestellt war. Erfolgreicher war Faraj Ḥayyim Mizraḥi, der aus Persien stammte; sein Verlag war von 1873 bis zu seinem Tod 1913 in Betrieb und wurde von seinen Söhnen bis 1916 weitergeführt. Gedruckt wurden hier über 40 Bücher. 1907 gründete Jacob b. Attar aus Meknés, Marokko, einen weiteren Verlag, der mehrere dutzend Bücher herausbrachte. Ab 1920 gab es zudem einzelne kleinere Verlage, die je ein bis zwei Bücher veröffentlichten. Insgesamt wurden über 100 Bücher für Juden in Alexandria gedruckt, die meisten in hebräischer Sprache, die übrigen in Judäo-Arabisch und Ladino. Die meisten davon waren Werke ägyptischer Rabbiner, Gebetbücher und Lehrbücher.
Von 1871 bis 1878 waren die Juden von Alexandria in zwei getrennte Gemeinde aufgeteilt. Die von Rhodos stammende Israel-Familie brachte über mehrere Generationen Oberrabbiner hervor. Bedeutende Rabbiner Alexandrias in dieser Zeit waren Elijah, Moses und Jedidiah Israel, Solomon Ḥazzan, Moses Israel Ḥazzan und Bekhor Elijah Ḥazzan.
Während des Ersten Weltkriegs wurden zahlreiche Juden aus Palästina, die keine osmanischen Bürger waren, nach Alexandria exiliert. 1915 entschieden ihre Anführer unter dem Einfluss der Zionisten Wladimir Zeev Jabotinsky und Joseph Trumpeldor, jüdische Battalione (die Jüdische Legion) zu bilden, um auf Seiten der Alliierten zu kämpfen.

### Moderne
In den 1920er Jahren spielten die rund 30.000 alexandrinischen Juden verschiedener Nationalitäten „eine wichtige Rolle im wirtschaftlichen Leben der Hafenstadt“. Der Großteil profitierte noch von dem aus der Osmanenzeit stammenden Kapitulationssystem. Demnach durften die eingewanderten Juden ihre ursprüngliche Nationalität beibehalten und genossen dadurch den politischen Schutz ihrer Heimatländer. Es entwickelte sich zunehmend eine „gesellschaftliche und wirtschaftliche Elitenbildung der jüdischen Alexandriner“. Insbesondere die Sephardim „prägten durch Banken- und Firmengründungen das Finanz- und Wirtschaftsleben der Stadt und bald ganz Ägyptens“. Die sephardischen Juden Alexandrias stammten aus Ägypten, dem damaligen Osmanischen Reich und aus Italien. Die Familien de Menasces, Suares, Goari und Rolo zählten zu der finanzkräftigen Oberschicht der damaligen Zeit.
1937 lebten laut Haim J. Cohen 24.690, laut Jüdischem Weltkongress 24.829 Juden in Alexandria, 1940 hatte die Gemeinde laut Ofer Aderet 40.000 Mitglieder. Danach schrumpfte die Gemeinde zunächst aus Furcht vor einem Vormarsch der Nazis nach Ägypten. 1945 wurde ein Firmengesetz verabschiedet, wonach 75 % aller Angestellten eines Unternehmens Ägypter sein mussten (in einer Fabrik 90 % der Arbeiter) und dass 51 % des Kapitals einem Ägypter gehören mussten. 1947 lebten noch 21.128 Juden in Alexandria, darunter 243 Karäer, die im Gegensatz zu den kairinischen Karäern Mitglieder des jüdischen Gemeinderats waren. Im Rat saßen auch aschkenasische Juden. Laut Volkszählung von 1947 waren 59,1 %  der alexandrinischen Juden Händler und 18,5 % Handwerker.
Im Zuge des Israelischen Unabhängigkeitskriegs von 1948 kamen mehrere Juden in Internierungslager wie das bei Abukir. Die meisten Internierten wurden vor 1950 freigelassen. 1948 entwickelte sich in Ägypten nach der israelischen Staatsgründung die Bewegung des Panarabismus, wodurch sich die Lebensbedingungen für die ethnischen Minderheiten in Ägypten verschlechterte. Erste antijüdische Ausschreitungen militanter Jugendbewegungen und islamisch-fundamentalistischer Gruppen mussten von der alexandrinischen Polizei gestoppt werden. Im Jul 1951 wurde eine Bombe in eine Synagoge geworfen. Als Gamal Abdel Nasser im Februar 1954 Staatsoberhaupt wurde, wurden zahlreiche Juden des Zionismus, Kommunismus und Waährungsschmuggels bezichtigt und verhaftet. Im Zuge der Operation Kadesh im Oktober 1956 verschärfte die Situation sich. Die Juden wurden aus der Stadt verbannt, etwa 50.000 Juden verließen in diesem und dem Folgejahr das Land. 1960 waren laut Volkszählung nur noch 2.760 Juden verblieben. 1961/62 wurde der Zionismus als „kriminelle Bewegung“ bezeichnet, wobei aktive Zionisten in Ägypten in der Minderheit waren. Nasser leitete seinen „sozialistischen Kurs“ mit Verstaatlichungen und Nationalismus-Erlassen ein, womit „die Ära der prosperierenden Handelsmetropole am Mittelmeer endgültig vorbei“ war. Nach dem Sechstagekrieg im Juni 1967 kamen ungefähr 350 Juden, darunter Oberrabbiner Nafusi, in das für seine strengen Haftbedingungen bekannte Internierungslager von Abu Zaʻbal. Einige wurden vor Ende des Jahres 1967 entlassen. Die letzten Juden wanderten laut Lexikon des Judentums 1970 aus Alexandria aus. Laut Haim J. Cohen verblieben 1970 sehr wenige Juden. In den 1990er Jahren waren allerdings noch 50 Juden dort als Einwohner gemeldet.

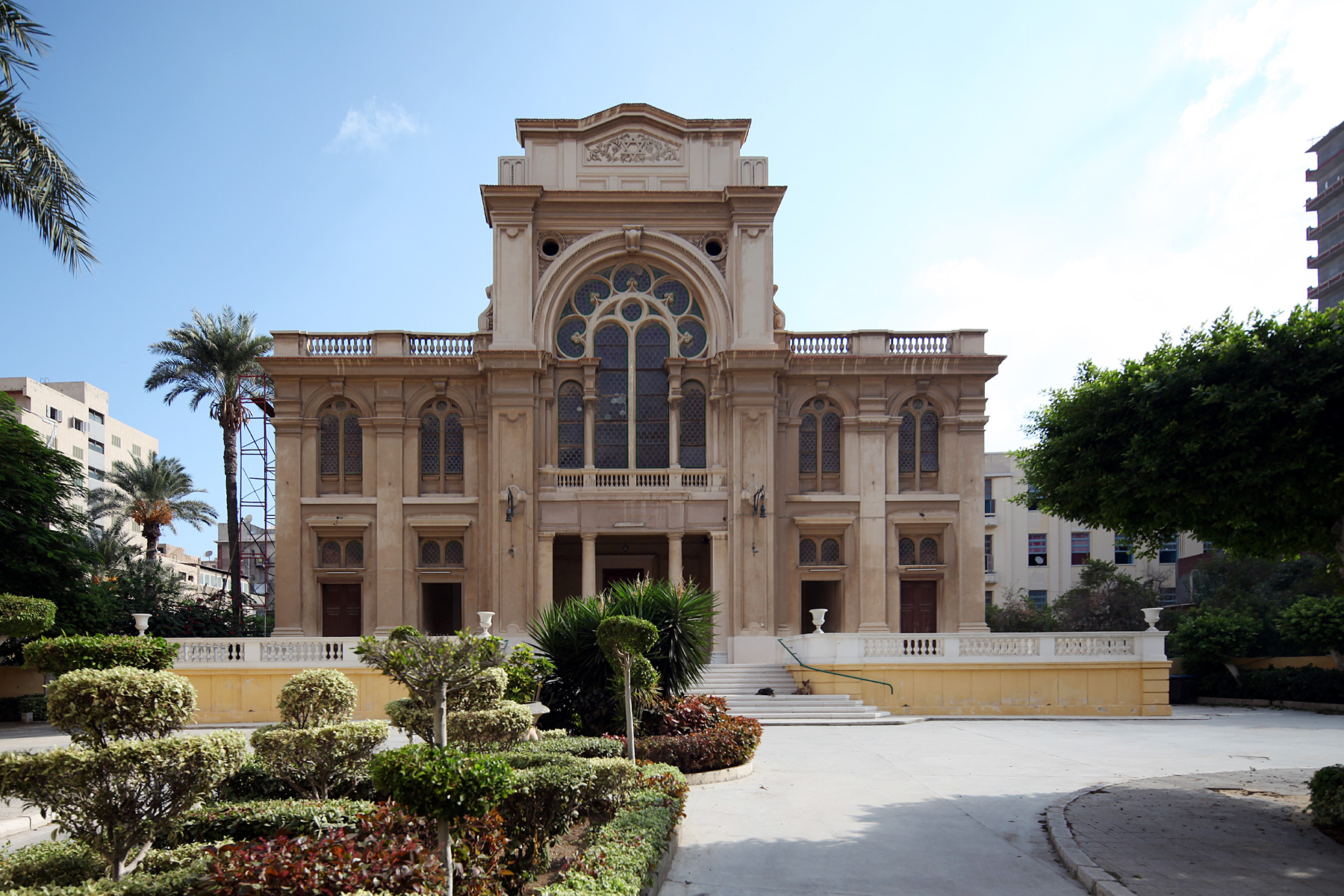
Eliyahu-Hanavi-Synagoge

Die Eliyahu-Hanavi-Synagoge in Alexandria ist neben Shaʻar Hashamayim in Kairo die einzige aktive Synagoge in Ägypten. Beide sind sephardisch und tendieren zur Orthodoxie. Sie werden selten genutzt; da es keinen offiziellen Rabbiner gibt, wird ein Rabbiner für Gottesdienste bestellt. Die Eliyahu-Hanavi-Synagoge wird von einem alexandrinischen Juden und Ägyptens Oberstem Rat für Altertümer, der sie als sowohl historisch als auch archäologisch bedeutsam erachtet, gewartet. Dort finden weiterhin Gottesdienste statt, aufgrund der Vertreibung von Juden aus arabischen und islamischen Ländern allerdings mit einer sehr kleinen Gemeinde. Für die hohen Feiertage 5773 (2012) wurde die Synagoge aus Sicherheitsgründen geschlossen. Nach Angaben des Jüdischen Weltkongresses lebten in Ägypten im Jahr 2019 insgesamt rund 100 Juden, die in den Städten Kairo und Alexandria wohnen. Angeführt werden die ägyptischen Juden in Alexandria von Youssef Gaon. Nach Aussage von Joe Harari leben noch 16 Juden in Alexandria. Laut Jewish Virtual Library waren 2017 noch 12 Juden verblieben, gegenwärtig seien es 16 in Ägypten, davon zehn in Alexandria. 2017 kündigte die ägyptische Regierung an, die Eliyahu-Hanavi-Synagoge zu restaurieren. Die Renovierung ist Teil eines Programms zum Schutz jüdischen Erbes, wie Synagogen und jüdischen Friedhöfen. Bei der Zeremonie zur Neueinweihung im Januar 2020 waren drei Juden anwesend. Im Februar 2020 besuchten 180 Juden aus Europa, Israel und den USA Alexandria, um religiösen Zeremonien in der renovierten Synagoge beizuwohnen. Dies war die größte Versammlung von Juden Ägypten seit der Vertreibung eines Großteils der jüdischen Bevölkerung. Aufgrund der trotz des Friedensvertrags mit Israel feindseligen Haltung eines Großteils der ägyptischen Bevölkerung gegenüber Israel verbot Ägypten Berichterstattung und traf Sicherheitsmaßnahmen.

## Jüdische Gemeinde Alexandria im Spielfilm
Im Spielfilm Nicht ganz koscher kommt durch den Tod eines Gemeindemitglieds kein Minjan zustande. Es droht das Ende der Gemeinde und ihre Enteignung durch den ägyptischen Staat. Zu ihrer Rettung nimmt ein ultraorthodoxer Jude aus den USA die Reise nach Alexandria auf.